# Michel Heine
Michel (Michael) Heine (19 de abril de 1819 - 10 de novembro de 1904) era um banqueiro e empresário francês.

## Família
Heine emigrou para Nova Orleans, Louisiana, em 1843, onde se casou com Amélie Marie Céleste Miltenberger, nascida em 25 de maio de 1832 em Nova Orleans. Juntamente com seu irmão Armand, eles fundaram a famosa Bankhaus Armand & Michel Heine em 1883, com a Rothschild-Frères & Co. em Paris e Nova Orleans.

## Banque FouldeBanque Heine
Em 1795, Beer Léon Fould fundou um banco cujo nome mudaria repetidamente, de B L Fould e Fould Oppenheim, para Fould Oppenheim und Co. e, eventualmente, para Fould Co. Em 1883, Armand e Michel Heine, anteriormente eram sócios da Fould & Co, fundou o banco da família com seus próprios nomes. A nova empresa tornou-se extremamente bem-sucedida.
O banco já estava envolvido em inúmeras transações na Espanha sob seu antigo nome, relacionadas a investimentos nas ferrovias. Após o surgimento dos negócios nos EUA e o fim da Guerra Civil Americana, as oportunidades crescentes de negócios na Europa se estenderam.
Devido a seus vínculos franceses e alemães, e à extensa rede de agências no leste dos Estados Unidos da América, o banco foi estabelecido com segurança. Em 1891, o banco fez uma série de compras, incluindo a Ferrovia do Panamá.
Após a Guerra Civil Americana, os Heines retornaram à França com sua filha Marie Alice (que tinha 16 anos) e se encaixaram com sucesso na sociedade como corretores de imóveis e arquitetos. Eles também adquiriram a reputação de construtores de moradias de luxo no estilo de castelos franceses em Paris e arredores. Michel e Amélie Marie moravam na residência Heine, 21, Rue Hoche, em Paris. Michel investiu em negócios, inclusive em algodão, e apoiou o regente francês Louis XVIII.
Michel Heine morreu em Paris; após a morte, Michel e Amélie Marie foram enterrados no túmulo da família no cemitério de Richelieu.
Ele também tinha dois filhos, Paul Henri e Isaac Georges.